# Placówka Straży Celnej „Niwki Książęce”

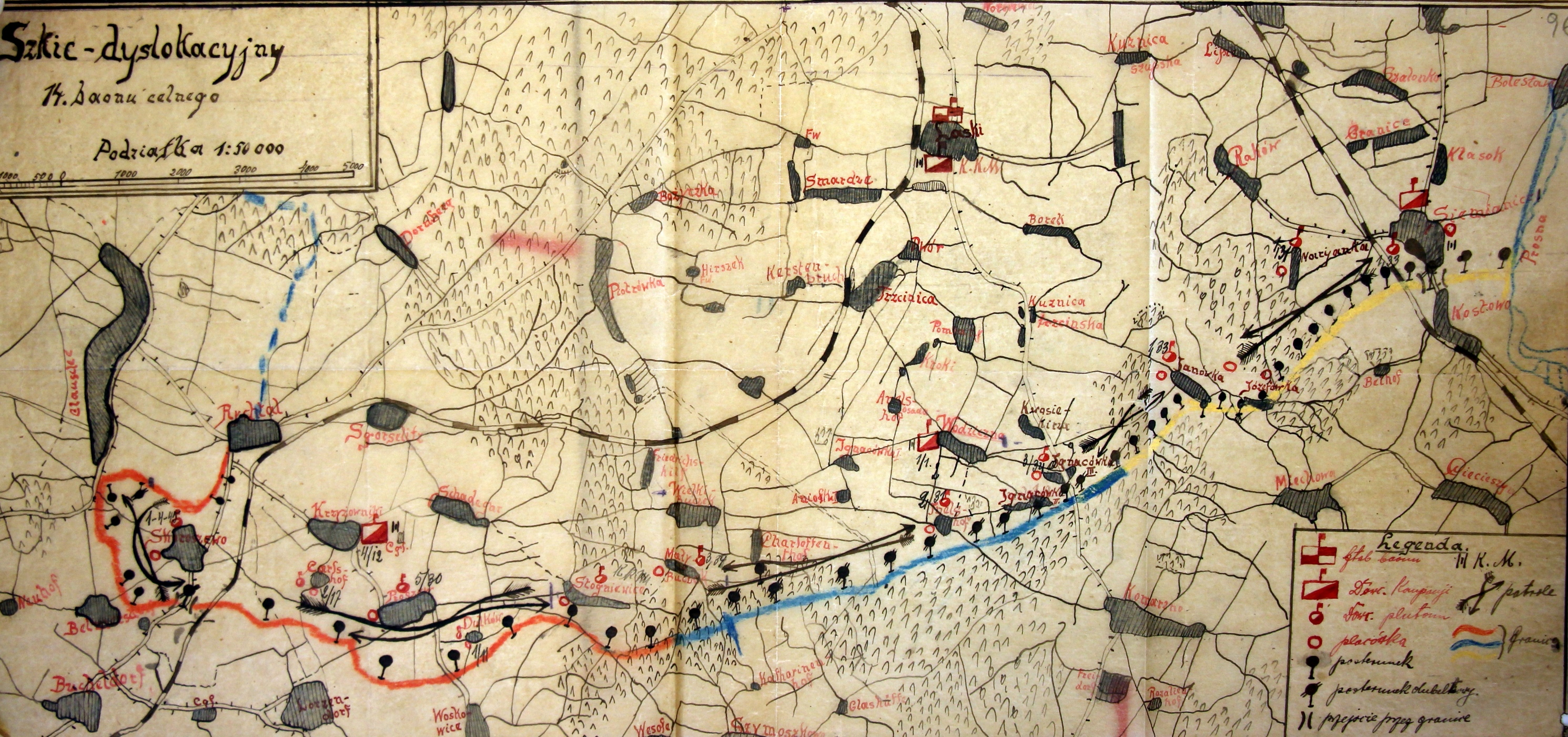
Rozmieszczenie 14 batalionu celnego

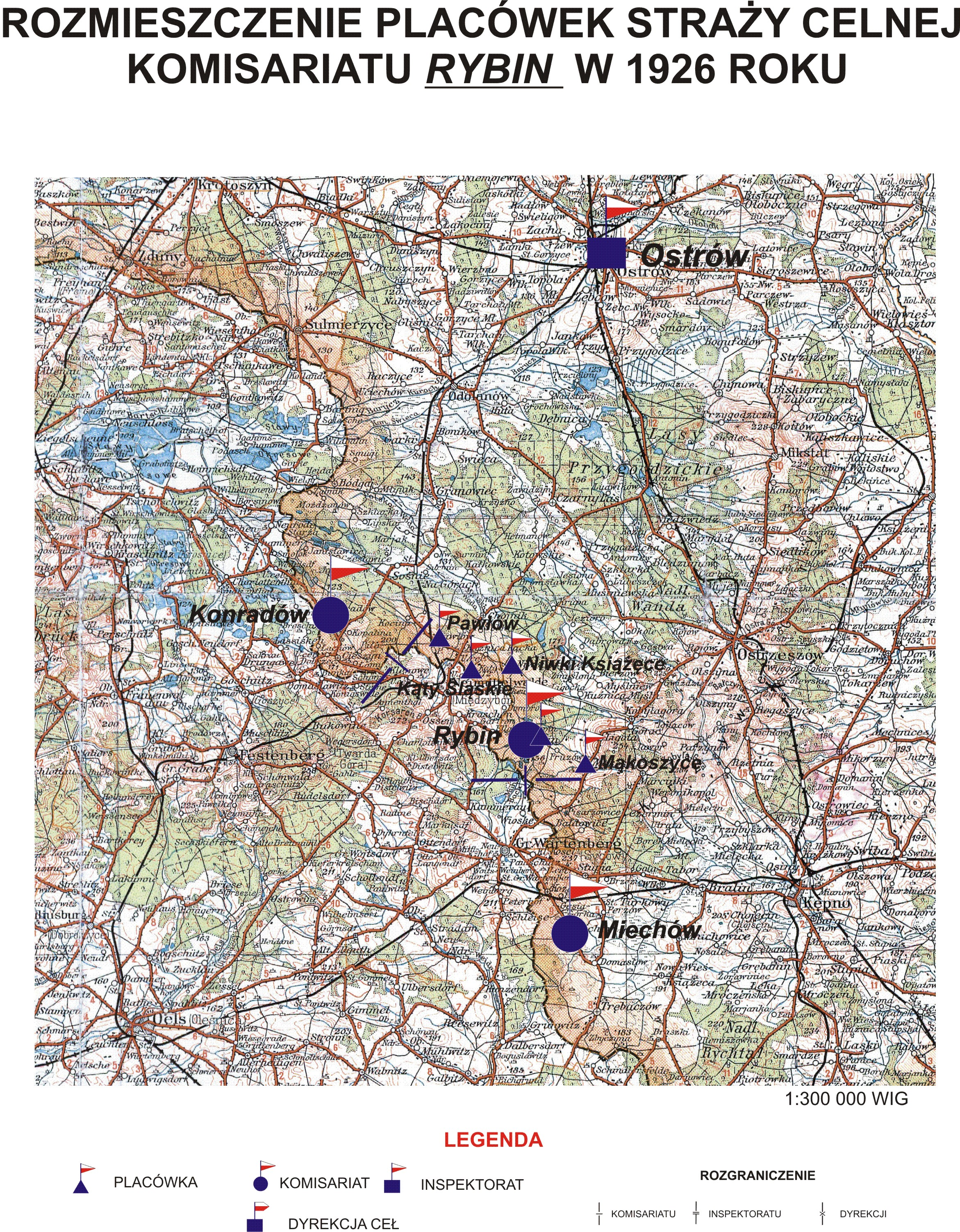
Rozmieszczenie placówek Straży Celnej Komisariatu Rybin

Placówka Straży Celnej „Niwki Książęce” – jednostka organizacyjna Straży Celnej pełniąca w okresie międzywojennym służbę ochronną na granicy polsko-niemieckiej.

## Formowanie i zmiany organizacyjne
Na wniosek Ministerstwa Skarbu, uchwałą z 10 marca 1920 roku, powołano do życia Straż Celną. Od połowy 1921 roku jednostki Straży Celnej rozpoczęły przejmowanie odcinków granicy od pododdziałów Batalionów Celnych. W 1921 roku w Słupi pod Bralinem stacjonował sztab 1 kompanii 14 batalionu celnego. Kompania wystawiała między innymi placówkę w Niwkach. Proces tworzenia Straży Celnej trwał do końca 1922 roku. Placówka Straży Celnej „Niwki Książęce” weszła w podporządkowanie komisariatu Straży Celnej „Rybin” z Inspektoratu SC „Ostrów”.
W drugiej połowie 1927 roku przystąpiono do gruntownej reorganizacji Straży Celnej. W praktyce skutkowało to rozwiązaniem tej formacji granicznej. Ochronę północnej, zachodniej i południowej granicy państwa przejęła powołana z dniem 2 kwietnia 1928 roku Straż Graniczna.  W strukturach nowo powstałej formacji placówki „Niwki Książęce” nie odtworzono.

## Funkcjonariusze placówki
Kierownicy placówki
| stopień    | imię i nazwisko, numer       | okres pełnienia służby |
| ---------- | ---------------------------- | ---------------------- |
| przodownik | Franciszek Matykowski (1204) | był w 1926             |

Obsada personalna placówki w 1926:
- przodownik Franciszek Matykowski (1204)
- starszy strażnik Antoni Wierzowiecki (2763)
- strażnik Ludwik Koziczyński (2445)
- strażnik Franciszek Szczublewski (3221)
- strażnik Stanisław Kołodziej (2433)
- strażnik Stanisław Gołębiewski (1104)
- strażnik Michał Szukała (3055)
- strażnik Józef Szychowiak (3357)
- strażnik Tomasz Rogaski (2669)